# Markus Brüderlin

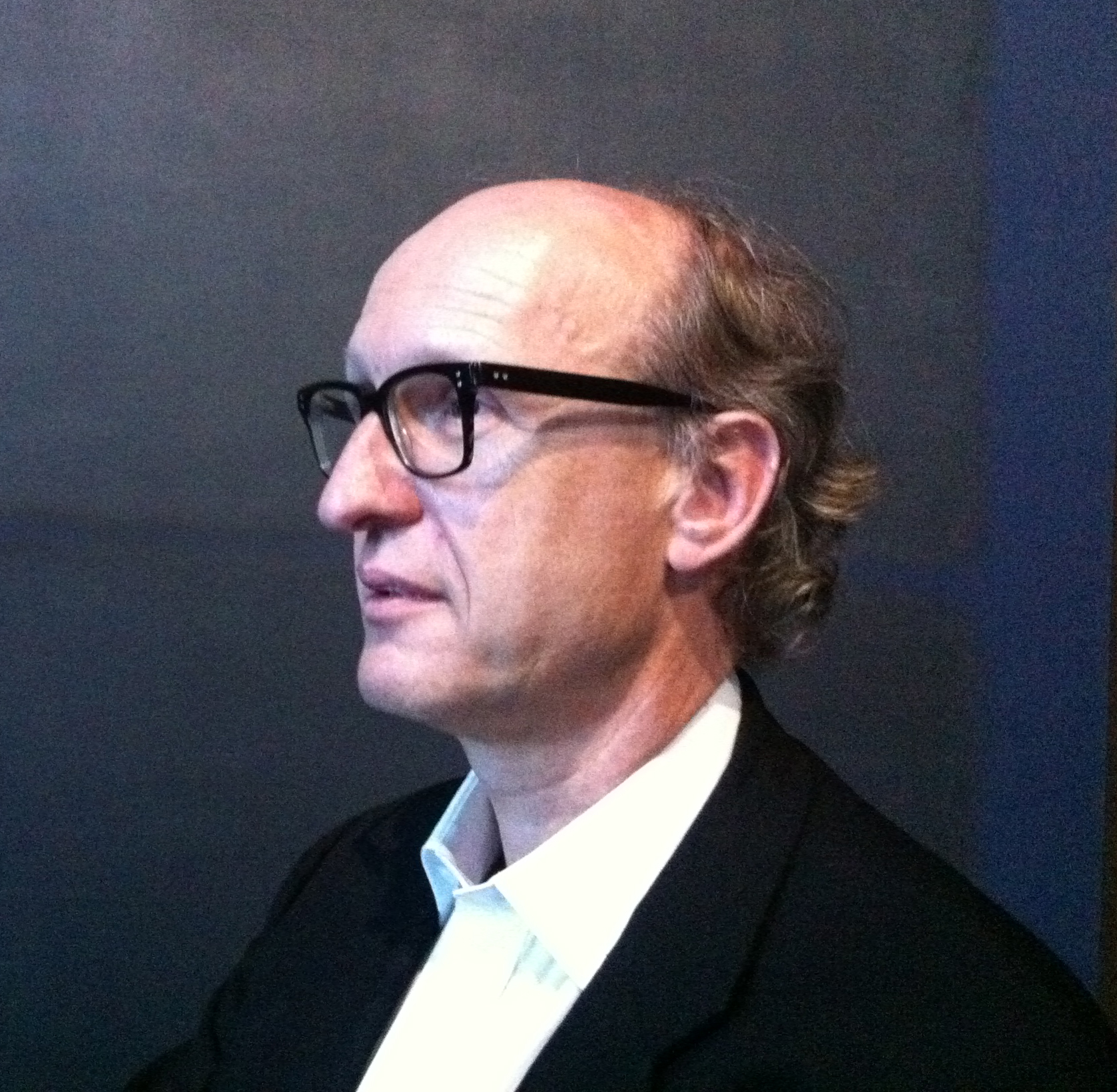
Markus Brüderlin (2012)

Markus Brüderlin (* 25. Mai 1958 in Basel; † 16. März 2014 in Frankfurt am Main) war ein schweizerischer Kunsthistoriker, Kurator und Publizist. Von 2006 bis zu seinem Tod war er Direktor des Kunstmuseums Wolfsburg.

## Leben und Wirken
Markus Brüderlin studierte Kunstgeschichte, Kunstpädagogik, Philosophie und Germanistik in Wien. Seine Promotion erfolgte 1994 an der Universität Wuppertal, wo Bazon Brock sein akademischer Lehrer war, mit einer Arbeit zur Bedeutung des Ornaments für die abstrakte Kunst des 20. Jahrhunderts.
Er arbeitete zunächst als freier Ausstellungsmacher und Publizist und war Gründer des Kunstraums Wien und der Zeitschrift Springer. Von 1994 bis 1996 war Brüderlin als Kunstkurator des österreichischen Bundesministeriums für Wissenschaft, Forschung und Kunst tätig und war für die Verteilung von Fördergeldern zuständig. Nach der Rückkehr in die Schweiz war er von 1996 bis 2004 leitender Kurator der Fondation Beyeler in Riehen bei Basel, wo er am Aufbau der Fondation Beyeler nach Plänen des Architekten Renzo Piano beteiligt war.
Seit dem Januar 2006 war Brüderlin Direktor des Kunstmuseums Wolfsburg. Im Mai 2008 erfolgte die Bestellung zum Honorarprofessor an der Hochschule für Bildende Künste Braunschweig.
Brüderlin betreute unter anderem die Ausstellungen AURA. Wiener Secession (1994), Ornament und Abstraktion (2001), Anselm Kiefer. Die sieben HimmelsPaläste 1973–2001 (2001/02), Expressiv! (2003) und ArchiSkulptur (2004/06). Als Direktor des Kunstmuseum Wolfsburg folgten unter anderem Japan und der Westen. Die erfüllte Leere (2007), James Turrell. The Wolfsburg Project (2009), Rudolf Steiner und die Kunst der Gegenwart (2010), Alberto Giacometti. Der Ursprung des Raumes (2010)  und Die Kunst der Entschleunigung (2011).
Markus Brüderlin war Herausgeber und Autor vieler kunsthistorischer Publikationen. Er starb im März 2014 im Alter von 55 Jahren an seinem Wohnort Frankfurt am Main.